# 稀棘深海鰩
稀棘深海鰩（学名：Bathyraja abyssicola），為軟骨魚綱鰩目單鰭鰩科的一種，分布於北太平洋日本至加拿大卑詩省到墨西哥海域，深度362至2910公尺，本魚胸鰭盤具有中等三角形的前緣、寬圓形的後緣和圓形的尖端，圓盤的寬度略大於長度，眼睛後方的背中線上有1到5個頸棘，尾棘21至23個，尾巴中等長、窄且逐漸變細，尾鰭小，體色是灰紫色到深巧克力棕色或黑色，偶爾有分散的小深色斑點，除了嘴周圍有白色區域外，下面顏色稍深，腹鰭的前尖呈白色，大的雄魚有不規則的白色斑點和許多黑斑，而雌魚的斑點較少或沒有，體長可達135公分，棲息在深海沙泥底質海域，為底棲性魚類，卵生，雌魚會產下帶有角的長方形卵囊，屬肉食性，以硬骨魚、甲殼類、頭足類、環節動物等為食。

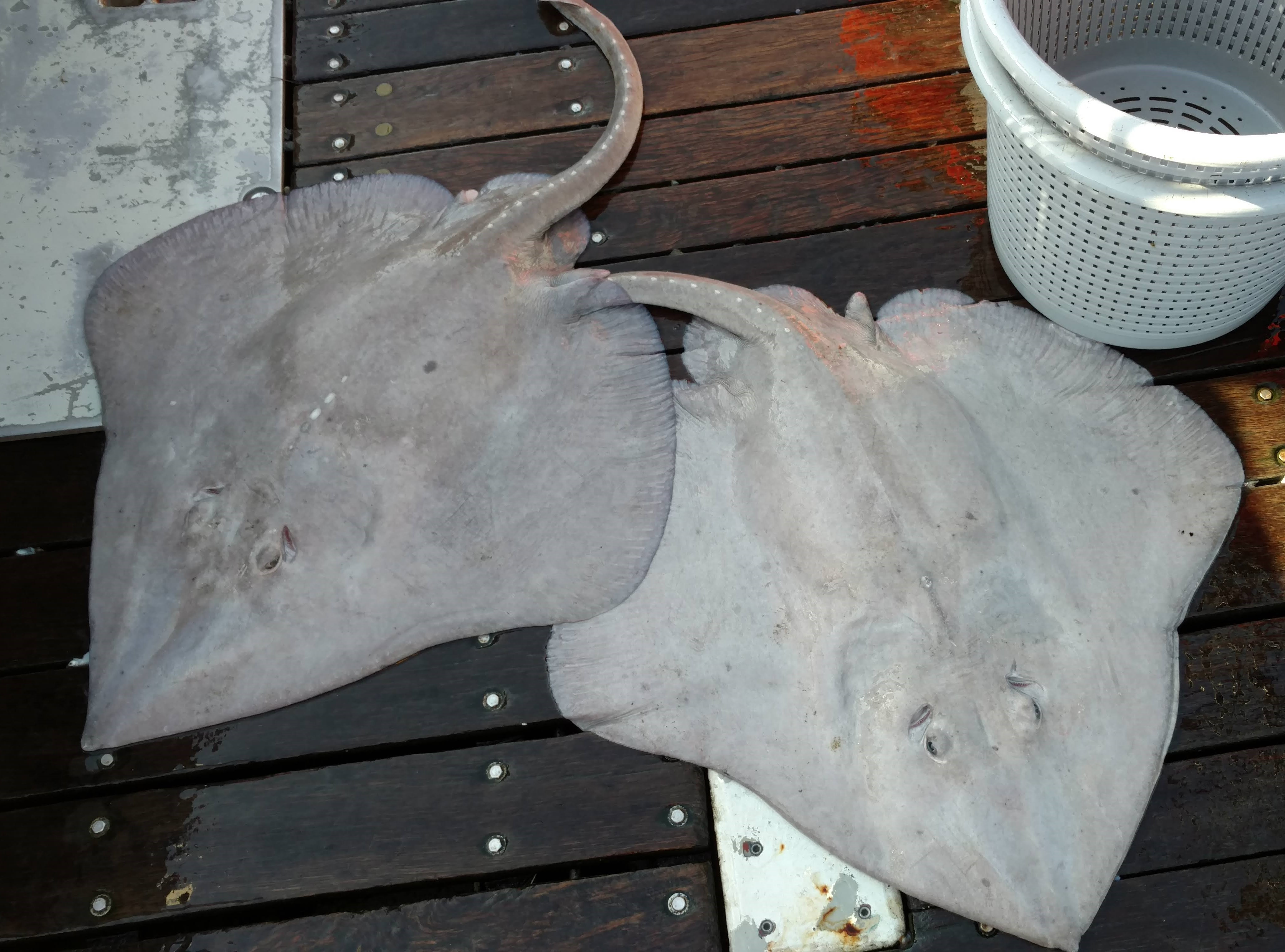
2尾在加州外海捕獲的稀棘深海鰩